# Valeriodes viridinigra
Valeriodes viridinigra är en fjärilsart som beskrevs av George Francis Hampson 1896. Valeriodes viridinigra ingår i släktet Valeriodes och familjen nattflyn. Inga underarter finns listade i Catalogue of Life.